# Walram II (książę Limburgii)
Walram II zwany Poganinem (Paganus) (ur. ok. 1085 r., zm. 16 lipca 1139 r.) – hrabia Limburgii od ok. 1119 r., książę Dolnej Lotaryngii od 1128 r.

## Życie
Walram był synem hrabiego Limburgii Henryka I i Adelajdy z Pottenstein. Dzięki małżeństwu z córką hrabiego Geldrii Gerarda I uzyskał Wassenberg. Podczas sporu o obsadę biskupstwa Leodium stał po stronie kandydata papieskiego. W 1128 r. otrzymał od króla niemieckiego Lotara z Supplinburga księstwo Dolnej Lotaryngii, odebrane Gotfrydowi Brodatemu. Jednak po śmierci Walrama księstwo to przypadło synowi Gotfryda.

## Rodzina
Ok. 1110 r. Walram poślubił Juttę, córkę hrabiego Geldrii Gerarda I. Znamy sześcioro dzieci z tego małżeństwa:
- Agnieszka, zmarła w dzieciństwie,
- Henryk II, następca ojca jako książę Limburgii,
- Gerard, pan na Wassenbergu,
- Beatrycze, żona hrabiego Nassau Ruprechta I,
- Walram, hrabia Arlon,
- nn. córka (być może Adelajda), żona Egberta, hrabiego Tecklenburga.